# Dieter Moebius
Dieter Moebius, (St. Gallen, 1944. január 16. – Németország, 2015. július 20.) német elektronikus zenész, zeneszerző. Leginkább a Cluster és Harmonia krautrock  zenekarok tagjaként vált ismertté.

## Pályafutása
Moebius a Berlin's Akademie Grafikon képzőművészetnek tanult, utána pedig éttermi szakácsként dolgozott. Megismerkedett Conrad Schnitzlerrel, a Zodiak Free Arts Lab alapítójával, Hans-Joachim Roedeliussal. Triójukat 1969-ben alapították meg. Conrad Schnitzler távozása után a duó Clusterre változtatta a nevét, és a vidéki Forst faluba költözött. Olyan jelentős albumokat adtak ki, mint a Zuckerzeit (1974) és a Sowiesoso (1976). Moebius a grafikai tervezési ismereteire támaszkodva elkészítette a lemezborítókat is a Cluster-albumokhoz. Közben Moebius és Roedelius megalapította a Harmonia zenekart Michael Rotherrel, és kiadták a „Musik von Harmonia” (1974) és a „Deluxe” (1975) albumokat. Brian Eno mindkét csapattal együttműködött.
Moebius az 1970-es években kezdett szólólemezeket rögzíteni, és később számos projektben vett részt olyan zenészekkel, mint Conny Plank és Mani Neumeier a Guru Guru együttesből. Az 1983-as „Zero Set” albumuk igen sikeres lett. 2007-ben Michael Rotherrel turnézott Rother & Moebius néven. 2007. november 27-én a Harmonia egy összejövetelét tartották meg a berlini Haus der Kulturen der Weltben, ahol a zenekar 1976 óta először lépett fel élőben.
Moebius rákban halt meg. 2015. július 20-án.

## Albumok
- 1980: Rastakraut Pasta (with Conny Plank)
- 1981: Material (with Conny Plank)
- 1981: Strange Music (with Gerd Beerbohm)
- 1982: Zero Set (with Conny Plank and Mani Neumeier)
- 1983: Tonspuren
- 1983: Double Cut (with Gerd Beerbohm)
- 1986: Blue Moon (Original Soundtrack)
- 1990: Ersatz (with Karl Renziehausen)
- 1992: Ersatz II (with Karl Renziehausen)
- 1995: En Route (with Conny Plank; recorded in 1986, additional mix in 1995)
- 1998: Ludwig's Law (with Conny Plank and Mayo Thompson)
- 1999: Blotch
- 2002: Live in Japan (with Mani Neumeier)
- 2006: Nurton
- 2007: Zero Set II (with Mani Neumeier)
- 2009: Kram
- 2011: Ding
- 2012: Moebius & Tietchens (with Asmus Tietchens)
- 2014: Snowghost Pieces (Moebius, Story, Leidecker)
- 2014: Nidemonex

### Postumusz albumok
- 2017: Musik for Metropolis
- 2017: Familiar (Moebius, Story, Leidecker)
- 2017: Kunsthalle Düsseldorf (Live, Moebius, Schneider)
- 2019: Objective Objects (Dieter Moebius & Dwight Ashley)

## Fordítás
Ez a szócikk részben vagy egészben  a   Dieter Moebius című angol Wikipédia-szócikk ezen változatának fordításán alapul.  Az eredeti cikk szerkesztőit annak laptörténete sorolja fel. Ez a jelzés csupán a megfogalmazás eredetét és a szerzői jogokat jelzi, nem szolgál a cikkben szereplő információk forrásmegjelöléseként.